# Мері Рассел, герцогиня Бедфордська
Мері Рассел (англ. Mary Russell; 1865 —1937) — британська натуралістка, авіатор, орнітолог, рентгенограф. 

## Біографія
Народилася в містечку Стокбрідж, Гемпшир. 31 січня 1888 року вона вийшла заміж за лорда Гербранда Рассела. Коли лорд Гербранд успадкував титул свого бездітного брата в 1893 році, вона була оформлена як герцогиня Бедфордська. Її єдина дитина, Гастінгс, народилася 21 грудня 1888 року. Мері Рассел мала особливий інтерес до міграції птахів. Між 1909 і 1914 рр. вона проводила більшу частину свого часу на Фейр-Айсл, і її журнали були опубліковані посмертно як «Щоденник спостерігача за птахами» в 1938 році. Вона дуже зацікавилася авіацією і зробила рекордні рейси з Сполученого Королівства до Індії і ще в 1929 році, а потім і з Великої Британії до Кейптауна і назад. Вона зазнала аварії в Північному морі в 1937 році.

## Вшанування
Sorex bedfordiae проживає від центрального Китаю на південь до Непалу, Ассама й північної М'янми.